# Негрешть (Арджеш)
Негрешть, Негрешті (рум. Negrești) — село у повіті Арджеш в Румунії. Входить до складу комуни Белець-Негрешть.
Село розташоване на відстані 99 км на північний захід від Бухареста, 19 км на північний схід від Пітешть, 122 км на північний схід від Крайови, 88 км на південний захід від Брашова.

## Населення
За даними перепису населення 2002 року у селі проживали 392 особи, усі — румуни. Усі жителі села рідною мовою назвали румунську.